# Торнадо у Сан Хусту
Торнадо Сан Хусто је био моћан торнадо који је 10. јануара 1973. погодио Сан Хусто, град у провинцији Санта Фе у Аргентини . Извештено је да су најмање 63 особе погинуле, а 350 повређено док је пресекао град ширине 300 метара. Био је то најнасилнији торнадо икад забележен у Јужној Америци, а такође и на целој Јужној хемисфери. Међутим, торнадо је био изузетно краткотрајног трајања и трајао је само 7 минута, достижући интензитет Ф5 2 минута након што је настао. Вишеструке фабрике и више од 500 домова уништено је или оштећено, а речено је да су неке куће нестале са мало или нимало трага. Возила су бачена на стотине јарди и уништена до непрепознатљивости, а трава је, како се извештава, почупана са земље. На новинским сликама приказан је мотор возила који је торнадо уградио у бетонски зид. Трактор је пронађен у шумовитом подручју 500 метара од продавнице одакле је и потекао, а бара изван града је наводно "усисана" од стране торнада. За торнадо се сматра да је био Ф5 на Фујитовој скали. Овај торнадо је био најнасилнији икад забележен у Аргентини и на јужној хемисфери, имао је економску цену од око 60.000 америчких долара и био је најсмртоноснији торнадо у историји Аргентине.

## Торнадо
Отприлике у 14:17 по локалном времену, торнадо се спустио тик поред пруга на отвореном пољу. Торнадо је брзо постао изузетно насилан, достигавши интензитет Ф5 два минута касније. Торнадо се пробио кроз Сан Хусто, одневши неколико домова са њихових темеља и бацајући аутомобиле. Торнадо је достигао максималну ширину од 300 метара и нагло се расипао 5 минута након постизања интензитета Ф5. Торнадо је прешао 1,4 km (0,9 mi)  и на њеном путу убио 63 људи.

## Ефекти торнада
Каже се да је торнадо више пута мењао боју, што је необична појава. Торнадо је започео јединственом љубичастом бојом, а затим је постао црвен када је девастирао куће од опеке, скупљајући прашину од опеке дуж своје стазе. Торнадо је уништио неколико возила, а неке оставио непрепознатљиве. Приколица је закопана у јарку ширине 2 метра, а за неке куће се говорило да су „једноставно нестале“. Торнадо је бацио краве у ваздух преко 30 метара. Торнадо је такође прошао преко баре, исисавајући сву воду која се налазила у њој. Торнадо је укупно убио 63 особе и нанео штету милионима пезоса. Торнадо је уништио тону дрвених дасака и претворио их у летеће пројектиле, што је проузроковало већину смртних случајева.

## После торнада
Суперћелија која је изнедрила торнадо наставила је да производи јаку кишу још сат времена, а затим су одмах након тога започети напори за спасавање. Локална болница Сан Хусто претворена је у мртвачницу, а тела су чекала да буду идентификована. Радио комуникација је прекинута, а Сан Хусто је неко време остао без електричне енергије. Преко 2000 људи је остало без домова. Др Тед Фујита проучавао је овај торнадо и назвао га „најинтензивнијим и најнасилнијим торнадом који сам икада видео ван Сједињених Држава“. Ово је једини забележени Ф5 торнадо на јужној хемисфери за који се сматра да је био Ф5. 